# 평행 이론
《평행 이론》은 2010년에 개봉된 대한민국의 영화로, 영어 제목은 《패럴렐 라이프》(Parallel Life)이다. 서로 다른 시대를 사는 두 사람의 운명이 같은 패턴으로 전개될 수 있다는 평행 이론의 악몽을 다룬 스릴러이다.

## 캐스팅
- 지진희 : 김석현 판사 역
- 이종혁 : 이강성 검사 역
- 박병은 : 서정운 역
- 윤세아 : 배윤경 역
- 오현경 : 손기철 역
- 박근형 : 법원장 역
- 정한용 : 배병호 역
- 고인범 : 박은봉 형사 역
- 박사랑 : 김예진 역
- 오지은 : 경향신문 남가희 기자 역
- 하정우 : 장수영 역
- 배중식 : 배 형사 역
- 유하복 : 프롤로그 형사 역
- 임진택 : 형사 2 역
- 심호성 : 전화부스 남 2 역
- 박지연 : 유치원 선생님 역
- 김경익 : 한상준 판사 역 (우정출연)
- 김태훈 : 정민수 역 (우정출연)
- 반민정 : 고은희 역 (우정출연)

## 같이 보기
- 링컨과 케네디의 공통점